# 2281 Біла
2281 Біла (2281 Biela) — астероїд головного поясу. Відкритий 26 жовтня 1971 року чехословацьким астрономом Любошем Когоутеком. Названий на честь німецько-австрійського астронома Вільгельма фон Біли.
Тіссеранів параметр щодо Юпітера — 3,661.